# Liste der Nummer-eins-Country-Alben in den USA (1982)
Dies ist eine Liste der Nummer-eins-Alben in den von Billboard ermittelten Verkaufscharts für Country-Alben in den USA im Jahr 1982. In diesem Jahr gab es sechs Nummer-eins-Alben.

| ← 1981 ← | Liste der Nummer-eins-Country-Alben in den USA | Liste der Nummer-eins-Country-Alben in den USA | Liste der Nummer-eins-Country-Alben in den USA | 1983 →                    |
| \| Zeitraum \| Wo. ges. \| Interpret \| Titel \| Zusätzliche Informationen \| \| (Zeitraum, Wochen auf Platz eins, Interpret, Titel, zusätzliche Informationen) \| \| \| \| \| \| ------------------------------------------------------------------------------ \| -------- \| -------------- \| -------------------------------------- \| ------------------------- \| \| 26. Dezember 1981 – 15. Januar 1982 3 Wochen (insgesamt 18) \| 18 \| Alabama \| Feels So Right[1] \| - \| \| 16. Januar 1982 – 22. Januar 1982 1 Woche (insgesamt 4) \| 4 \| Willie Nelson \| Greatest Hits (& Some That Will Be)[2] \| - \| \| 23. Januar 1982 – 26. März 1982 9 Wochen (insgesamt 27) \| 27 \| Alabama \| Feels So Right \| - \| \| 27. März 1982 – 16. April 1982 3 Wochen (insgesamt 1) \| 1 \| Oak Ridge Boys \| Bobbie Sue[3] \| - \| \| 17. April 1982 – 21. Mai 1982 5 Wochen (insgesamt 5) \| 5 \| Alabama \| Mountain Music[4] \| - \| \| 22. Mai 1982 – 4. Juni 1982 2 Wochen (insgesamt 2) \| 2 \| Willie Nelson \| Always on My Mind[5] \| - \| \| 5. Juni 1982 – 11. Juni 1982 1 Woche (insgesamt 6) \| 6 \| Alabama \| Mountain Music \| - \| \| 12. Juni 1982 – 25. Juni 1982 2 Wochen (insgesamt 4) \| 4 \| Willie Nelson \| Always on My Mind \| - \| \| 26. Juni 1982 – 16. Juli 1982 3 Wochen (insgesamt 9) \| 9 \| Alabama \| Mountain Music \| - \| \| 17. Juli 1982 – 19. November 1982 18 Wochen (insgesamt 22) \| 22 \| Willie Nelson \| Always on My Mind \| - \| \| 20. November 1982 – 26. November 1982 1 Woche (insgesamt 1) \| 1 \| Ricky Skaggs \| Highways & Heartaches[6] \| - \| \| 27. November 1982 – 31. Dezember 1982 5 Wochen (insgesamt 14) \| 14 \| Alabama \| Mountain Music \| - \| |                                                |                                                |                                                |                           |
| ← 1981 |                                                |                                                |                                                | → 1983 →                  |
| Zeitraum | Wo. ges.                                       | Interpret                                      | Titel                                          | Zusätzliche Informationen |
| (Zeitraum, Wochen auf Platz eins, Interpret, Titel, zusätzliche Informationen) |                                                |                                                |                                                |                           |
| 26. Dezember 1981 – 15. Januar 1982 3 Wochen (insgesamt 18) | 18                                             | Alabama                                        | Feels So Right                                 | -                         |
| 16. Januar 1982 – 22. Januar 1982 1 Woche (insgesamt 4) | 4                                              | Willie Nelson                                  | Greatest Hits (& Some That Will Be)            | -                         |
| 23. Januar 1982 – 26. März 1982 9 Wochen (insgesamt 27) | 27                                             | Alabama                                        | Feels So Right                                 | -                         |
| 27. März 1982 – 16. April 1982 3 Wochen (insgesamt 1) | 1                                              | Oak Ridge Boys                                 | Bobbie Sue                                     | -                         |
| 17. April 1982 – 21. Mai 1982 5 Wochen (insgesamt 5) | 5                                              | Alabama                                        | Mountain Music                                 | -                         |
| 22. Mai 1982 – 4. Juni 1982 2 Wochen (insgesamt 2) | 2                                              | Willie Nelson                                  | Always on My Mind                              | -                         |
| 5. Juni 1982 – 11. Juni 1982 1 Woche (insgesamt 6) | 6                                              | Alabama                                        | Mountain Music                                 | -                         |
| 12. Juni 1982 – 25. Juni 1982 2 Wochen (insgesamt 4) | 4                                              | Willie Nelson                                  | Always on My Mind                              | -                         |
| 26. Juni 1982 – 16. Juli 1982 3 Wochen (insgesamt 9) | 9                                              | Alabama                                        | Mountain Music                                 | -                         |
| 17. Juli 1982 – 19. November 1982 18 Wochen (insgesamt 22) | 22                                             | Willie Nelson                                  | Always on My Mind                              | -                         |
| 20. November 1982 – 26. November 1982 1 Woche (insgesamt 1) | 1                                              | Ricky Skaggs                                   | Highways & Heartaches                          | -                         |
| 27. November 1982 – 31. Dezember 1982 5 Wochen (insgesamt 14) | 14                                             | Alabama                                        | Mountain Music                                 | -                         |